# Fluorímetro de filtro
Un fluorímetro de filtro es un tipo de fluorímetro que se emplea en la espectroscopia de fluorescencia.
En el fluorímetro, una fuente luminosa emite luz de una longitud de onda de excitación que está en relación con el compuesto que va a ser medido. Los fluorímetros de filtro producen la excitación del producto específico y las longitudes de onda de emisión mediante el uso de filtros ópticos. El filtro bloquea otras longitudes de onda y transmite las longitudes de onda adecuadas para el compuesto en cuestión. La luz pasa a través de la muestra a medir, y una cierta longitud de onda es absorbida, mientras que es emitida una radiación de mayor longitud de onda. La luz emitida es medida mediante un detector. Al cambiar el filtro óptico, se pueden medir las diferentes sustancias.

## Aplicaciones
Los fluorímetros de filtro puede ser altamente sensibles, por lo que se adaptan bien para ser usados en la investigación científica de precisión. Los filtros ópticos son relativamente baratos y fáciles de cambiar son, por ello los fluorímetros de filtro se utilizan comúnmente en aplicaciones experimentales que necesitan medir en repetidas ocasiones diferentes compuestos.

## Filtros
Hay dos filtros en un fluorímetro:
1. El filtro primario o filtro de excitación o filtro de luz incidente: Aísla o selecciona la longitud de onda incidente que hará que el compuesto emita fluorescencia (luz incidente).
2. El filtro secundario aísla la luz emitida deseada (luz fluorescente).

### Elección de los filtros correctos
La selección adecuada de los filtros requiere estar familiarizado con el espectro de emisión y el espectro de excitación de cada sustancia. El filtro primario es seleccionado para que transmita sólo aquellas longitudes de onda del espectro de emisión y del espectro de excitación que se superponen.